# Рајгродско језеро
Рајгродско језеро (пољ. Jezioro Rajgrodzkie, немачки - Raygrod See, Ryngel) је језеро у Пољској. Налази се на Елцком појезерју у Подласком војводству. Припада општини Рајгрод у грајевском повјату, као и општини Калиново у елцком повјату. Површина језера је 1514 ha, а максимална дубина 52 m. Средња дубина износи 9,4 m. Вода из језера служи за наводњавање преко канала Куваси. Над Рајгродским језером се налази град Рајгрод. Језеро је веома добо саовбраћајно повезано и постоји неколико асфалтних путева који воде до саме обале језера. Дужина обалне линије језера износи 56 km и доста је разруђена. Обале су окружене ливадама и пољима. Насеља око језера су: Рамоти (Ramoty), Једжејки (Jędrzejki), Грајево (Grajewo), Аугустов (Augustów), Рајгрод (Rajgród), Тама (Tama), Црно село (Czarna Wieś), Скродскје (Skrodzkie), Завади (Zawady), Кживе (Krzywe) и Стаче (Stacze). Рајгродско језеро је дугачко скоро 2,5 km и широко око 1,5 km. Из језера итиче река Јегжиња (Jegrznia), која се улива у језеро Дрењство. На језеру се налази неколико острваца укупне површине око 1 ha. Надморска висина језера је 117,5 метара. Запремина језера је 142623,2 хиљада m³. Слив језера има површину од 740,7 km².
- Географска ширина: 53°45,8' С
- Географска дужина: 22°38,4' И